# Hongsalmun

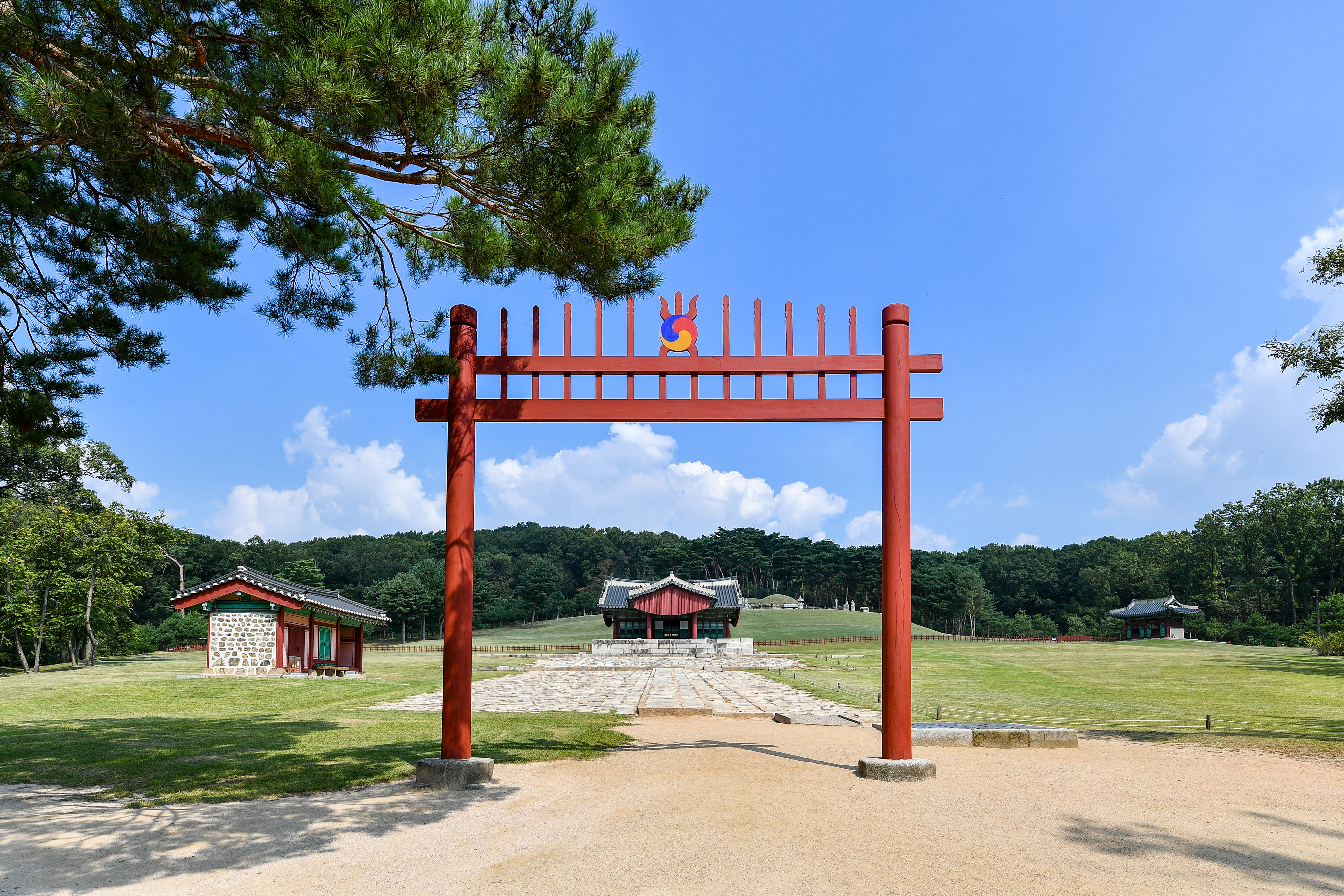
El hongsalmun de entrada a las tumbas reales Yunggeolleung en Hwaseong (Corea del Sur).

Un hongsalmun (en coreano: 홍살문) es una puerta que marca la entrada a un lugar sagrado en Corea. Este elemento arquitectónico, que también se llama hongjeonmun o hongmun, se suele erigir para indicar terrenos confucianos coreanos, ya sean santuarios, tumbas o academias como hyanggyo y seowon.

## Características
Hongsalmun significa literalmente «puerta con flechas rojas», refiriéndose al conjunto de estacas puntiagudas en su parte superior. En el pasado, no se empleaban estos picos entre las dos columnas. El color rojo es debido a la creencia de que repele a los fantasmas. La puerta se compone de dos postes principales redondos, colocados verticalmente, y otras dos barras transversales. Estos pilares suelen tener más de nueve metros de altura. En el centro de la parte superior, se colocan el símbolo de la trishula y la imagen del taegeuk.

## Origen
La antigua arquitectura de la torana, la puerta de entrada sagrada de la India, ha influido en el diseño de los portales en Asia, especialmente donde el budismo fue transmitido. De este modo, ha influenciado los paifang chinos, las torii japonesas y los hongsalmun. Las funciones de todos son similares, pero generalmente difieren en base de sus respectivos estilos arquitectónicos.
|                      |
| Una torana en Sanchi |

|                    |
| Ejemplo de paifang |

|                                             |
| El torii del santuario Itsukushima en Japón |

|                             |
| Hongsalmun de la casa de Yi |

|                                                    |
| Entrada a unas tumbas reales de la dinastía Joseon |